# Michel Vuylsteke
Michel Vuylsteke, né le 28 août 1929 à Comines, dans la province de Hainaut, et mort le 4 mai 2004 à Tournai, dans la même province, est un coureur cycliste belge, professionnel de 1953 à 1955.

## Palmarès
- 1952
  - Grand Prix de Fourmies
  - Circuit du Pévèle
  - 3e de Roubaix-Cassel-Roubaix
- 1953
  - Circuit du Pévèle
  - 2e du Tour du Nord
  - 2e du Grand Prix d'Isbergues
- 1954
  - Tour du Calvados
  - 3e de Roubaix-Cassel-Roubaix